# Línea 53 (Avanza Zaragoza)
La línea 53 es una línea regular diurna de Avanza Zaragoza. Realiza el recorrido comprendido entre la plaza del Emperador Carlos V y el distrito municipal de Miralbueno en la ciudad de Zaragoza (España).
Tiene una frecuencia media de 8 minutos.

==

## Historia
==
Desde su creación, ha tenido los siguientes recorridos:
-PUERTA DEL CARMEN- MIRALBUENO (POR PEDRO CERBUNA Y OLIVER)
-PLAZA EMPERADOR CARLOS V- MIRALBUENO

## Recorrido

### SentidoMiralbueno
Plaza Emperador Carlos V, Violante de Hungría, Condes de Aragón, Juan Carlos I, Gómez Laguna, Vía Hispanidad, Alfredo Nobel, Agustín Príncipe, Pedro Porter, Jerónimo Cáncer, San Alberto Magno, Lagos de Coronas, Camino del Pilón

### Sentido plaza Emperador Carlos V
Camino del Pilón, Lagos de Coronas, Antonio Leyva, Alfredo Nobel, Vía Hispanidad, Gómez Laguna, Juan Pablo II, Pedro III, Asín y Palacios, Violante de Hungría, Plaza Emperador Carlos V